# Richard Baneham
Richard Baneham (Tallaght, julho de 1970) é um animador e especialista em efeitos visuais irlandês. Venceu o Oscar de melhores efeitos visuais na edição de 2010 por Avatar, ao lado de Joe Letteri, Stephen Rosenbaum e Andrew R. Jones.

## Filmografia
- The Iron Giant
- Cats & Dogs
- The Chronicles of Narnia: The Lion, the Witch and the Wardrobe
- The Lord of the Rings: The Two Towers
- The Lord of the Rings: The Return of the King
- Avatar